# 市北11線
市北11線 田寮坑－大坑內－四腳亭，是位於基隆市、新北市的一條原跨縣市鄉道，北起信義區興寮里永安，南至新北市瑞芳區四腳亭，全長4.876公里。

## 路線說明
基隆市
- 信義區：田寮坑（起點，102線岔路）→ 月眉路 → 大水窟  → 大坑內（跨縣市鄉道分割後終點，接北122線） → 四腳亭（原終點，台2丁線岔路）

## 歷史沿革
本線於1983年編成，民國95年基隆市政府完成「月眉路計畫道路」路線規劃，99年3月完成都市計畫變更作業，102年10月動工，工程費用近五億元。103年8月爆發弊案，共18名基隆市議員列為被告對象。2001年本線以基隆市、臺北縣界分割為市11線及北122線，至2010年基隆市境內鄉道全面解編。

## 沿線地標、設施
- 福虎橋（原名尚勇橋）
- 靈泉禪寺
- 於市界處有原3K里程碑

## 連接公路
- 102線
- 北122線（分割後終點連接道路）
- 台2丁線（原終點）